# バティニョール240mm重迫撃砲
バティニョール240mm重迫撃砲（バティニョール240mmじゅうはくげきほう）、もしくはMortier de 240mmは、第一次世界大戦で用いられた大口径迫撃砲である。原型の設計はフランスのパリに所在したバティニョール社で行われ、1915年に公開された。

## 就役
この兵器は輸送にあたり解体される。砲身と砲床、砲架、また弾薬の輸送用として4台の車輌が必要とされた。実戦においては地面を掘削して重い木製砲座が設けられ、この上に迫撃砲の砲床が固定式に設置された。迫撃砲の砲架は砲床上に組まれ、ある程度左右に旋回可能であった。迫撃砲の砲身および閉鎖器は砲架上に組み立てられており、仰角を与えることができた。
これらの砲は「塹壕戦」に第一次世界大戦時の西部戦線に投入され、その目的は敵の強固な陣地、バンカー、また同程度に堅固な目標の破壊にあった。こうした防御物はより軽量な迫撃砲や野砲を無力化したためである。アメリカ合衆国陸軍の説明書では以下のように記述している。「投入は主として強固に防御された目標への砲撃に適する。居住用の建築物、遮蔽されたシェルター、指揮所、地下壕への入り口など。また塹壕化された区域や突出部、これと類似する部分の破壊に適する。」戦争後半に入るとこの兵器の効力は減少した。ドイツ軍の戦術が前線を柔軟に維持するよう変更され、砲撃可能な目標も減ったためである。また1918年中期には機動戦が再開され、こうした砲は余剰なものとなった。

### フランス軍で使用された240mm重迫撃砲
この迫撃砲は1915年に初めて公開された。このときの名称は「Mortier de 240mm CT (court de tranchee)」である。この砲は短砲身型であり、87kgの砲弾を1,030m遠方へ砲撃した。使用された装薬は710gである。最初の大規模投入は1915年9月25日、第二次シャンパーニュ会戦だった。
この後に「Mortier de 240mm LT(long de tranchée)」と呼ばれる長砲身型が続いた。この迫撃砲は砲撃の手順が改良され、装填は薬室閉鎖式となっており、81kgの砲弾を2,071m遠方へ射出した。また1.3kgの装薬が用いられた。この砲撃の数値はアメリカ合衆国で採用されたもののようである。
フランスでは、コンクリートやレールで天井部分を防御した堅固なシェルターの破壊にあたり、80発が必要と評価していた。

### アメリカで使用された240mm重迫撃砲

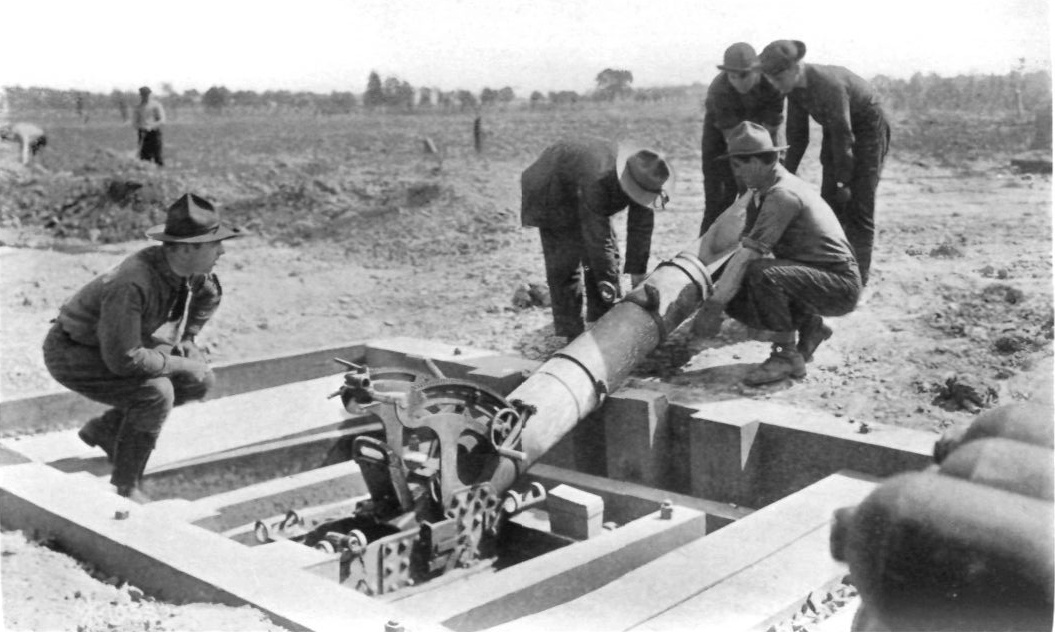
迫撃砲に装填するアメリカ軍砲手。

アメリカ合衆国の企業、デビッド・ラプトンズ・サンズ社は第一次世界大戦中にこの兵器を製造した。
アメリカ型は「Mortier de 240mm LT」を直に複製して出現したものである。長砲身を装備し、鎖栓から内部へ真鍮製の薬筒を用いて装薬を装填するもので、この砲は戦争後半に製造されたが、実戦投入されたかどうかについては疑わしい。1917年12月の説明書はこの兵器について「9.45インチ」と記述しているが、明確にこれはフランス製の240mm重迫撃砲であり、説明書ではこれをアメリカ合衆国が採用したと記述している。砲弾は全重82kg、炸薬量41kg、射程が660ヤードから2,500ヤード（2,100m）と記載された。
1918年の説明書では砲弾について記述があり、モデル1916、タイプT、重量83kg、炸薬量42kg、全長1.02mとしている。砲身および閉鎖器は重量310kg、砲架が203kg、砲床が347kgである。木製の砲座は2,590kgである。装薬はバリスタイト800gにF-3黒色火薬を15g使用し、750mから1500mの射程を得た。また1,250gのバリスタイトとF-3黒色火薬15gを用いた装薬は1,100mから2,200mの射程を得ている。この量は、フランスの重迫撃砲が最大射程で用いられる際、見積もられた装薬量と同じである。「分離装薬」が使用されているが、この重迫撃砲の砲弾弾体は、装薬を収める薬筒と分離された部品となっている。薬筒はフランジ状に整形された真鍮製のもので、全長248.3mm、直径169.4mmだった。この砲弾は砲口から装填される。求められる射程に必要な量の装薬が薬筒に収容された後、榴弾砲と同様、閉鎖器を介して装填される。
この迫撃砲は拉縄（りゅうじょう）を引くことで発砲された。これは薬筒底部の雷管を起爆し、薬筒内部の装薬へと点火した。この薬筒は、清掃して雷管を交換した後に再使用が可能だった。

### イタリアで使用された240mm重迫撃砲

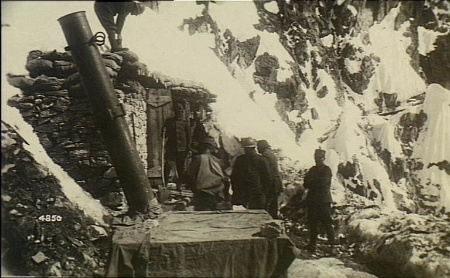
長砲身を採用したイタリア軍モデル。アダメッロ山付近、1918年。

イタリアではフランスのCT砲およびLT砲を用い、自身で長砲身型を生産した。

### オーストリア＝ハンガリー帝国で記録された24cm迫撃砲M.16
第一次世界大戦中、ベーラー社により400門ほどが複製されており、これはイタリアから捕獲した砲を基としたものである。しかしオーストリアではオリジナルの火薬を製造しなおす際の配合に問題があり、彼らの砲弾は大きく散布しすぎる傾向に苦しんだ。

### ドイツで使用された24cm重有翼迫撃砲(有翼滑腔迫撃砲)の記録
1918年3月、フランスに駐留したアメリカ欧州派遣軍は以下のように報告した。「……新型の迫撃砲が1916年にもたらされ、これはフランス軍の240mm砲に非常によく似ているように見える……重量級の砲弾に4枚の安定翼を取り付け、これはフランス軍の240mm砲弾に似ている。この砲弾の重量は100kg、また炸薬量は42kgである……射程は490ヤードから1310ヤードの間を可変する」性能諸元は上記に引用されるフランスの初期240mmCT砲と似るように見える。この砲の、フランスまたはオーストリアのベーラー社で生産された砲との関連については知られていない。

## 残存砲
- フランスの「Place de Longueval」にはLT砲が1門展示されている。
- Link to his web page which has details and photograph Direct link to photograph 個人サイト。
- The Central Museum of The Royal Regiment of Canadian Artillery, Shilo Manitoba ドイツ軍の24cmミーネンヴェルファー。